# Giffard
O Dirigível Giffard foi o primeiro dirigível construído na França em 1852 por Henri Giffard, o primeiro dirigível motorizado e controlável da história a voar.
Em 24 de setembro de 1852, Giffard fez voar o dirigível, entre Paris e Trappes, cobrindo os 27 km em 3 horas, demonstrando a capacidade de manobra do aparelho ao longo do percurso. No entanto, o motor pouco potente não permitiu à Giffard voar contra o vento para retornar.

## Especificações
Esses são os dados técnicos conhecidos sobre o Dirigível Giffard:
- Gás de sustentação: hidrogênio
- Primeiro voo: 24 de Setembro de 1852
- Comprimento: 44 m
- Diâmetro:
- Capacidade de gás: 300 m³
- Velocidade: 9 km/h
- Carga útil:
- Motores: 1 motor a vapor de 3 hp